# Fesendžán
Fesendžán (persky فسنجان‎, doslova drcené ořechy) je pokrm perské kuchyně , který se rozšířil po celé oblasti Blízkého Východu. Patří do skupiny pokrmů zvaných v perštině choreš a připomínajících středoevropský guláš. Podle starodávné receptury se připravuje v litinovém kotlíku a podává se především při slavnostních příležitostech. Skládá se z kousků kuřecího masa (někdy se nahrazuje kachním, krůtím, bažantím, skopovým, hovězím nebo rybím) pomalu dušených v husté sladkokyselé omáčce, jejímiž hlavními ingrediencemi jsou šťáva z granátového jablka, mleté vlašské ořechy, cibule kuchyňská, česnek kuchyňský a rajčatový protlak, dochucuje se solí, cukrem, pepřem, bobkovým listem, muškátovým oříškem a skořicí. Jako příloha se obvykle podává íránská rýže polo (pilaf se šafránem).